# Herman Loonstein
Herman Loonstein (Amsterdam, 22 februari 1958) is een Nederlands advocaat, gevestigd in Amsterdam.

## Biografie
Loonstein studeerde rechten en begon, na drie jaar gewerkt te hebben bij advocatenkantoor Gomperts in Amsterdam, in 1983 een eigen advocatenpraktijk. In 2020 vierde hij zijn 40-jarige bestaan als advocaat.
Loonstein bekleedde van 1988 tot 1999 de bijzondere leerstoel bijbels recht aan de Katholieke Universiteit Nijmegen. Op zijn benoeming door het Genootschap voor de Joodse Wetenschap in Nederland (GJWN) kwam kritiek. Het Nederlands-Israëlitisch Kerkgenootschap vond hem niet voldoende gekwalificeerd en de leden van het GJWN hadden kritiek op de benoeming omdat het een bestuursbesluit was waar de leden niet in gekend waren en waarbij Loonstein zelf bestuurslid was. Loonstein werd toch benoemd.
Loonstein heeft in zijn praktijk diverse spraakmakende procedures gevoerd. Ook verschijnt hij regelmatig in media en tv-shows. In 2002 stond Loonstein een slachtoffer bij dat een aanrijding had met prinses Máxima Zorreguieta. In 2007 stond Loonstein advocaat Bram Moszkowicz bij tijdens een kort geding tegen journalist Jort Kelder, die Moszkowicz publiekelijk had uitgemaakt voor 'maffiamaatje'. De afgelopen jaren stond Loonstein Moszkowicz opnieuw bij. Nadat Moszkowicz persoonlijk failliet was verklaard, wist Loonstein dit faillissement in hoger beroep ongedaan te maken.
Loonstein is ook advocaat van het joodse restaurant HaCarmel in Amsterdam, dat de laatste jaren regelmatig doelwit is van antisemitische aanslagen. Nadat een eerste aanslag op het restaurant door het Openbaar Ministerie (OM) niet als terroritisch werd beschouwd, ging het OM daartoe in een tweede zaak op aandringen van Loonstein wel toe over. Een terroristisch motief werd door de rechtbank bewezen geacht. Deze zaak wordt nu in hoger beroep behandeld.
Loonstein is gehuwd en heeft zes zonen. Drie van zijn zonen werken op hetzelfde kantoor.

## Nevenactiviteiten
Naast zijn werk als advocaat is Loonstein voorzitter van het Joodse Begrafeniswezen (JBW) te Amsterdam, voorzitter van de joodse scholengemeenschap Cheider en voorzitter van het door hem en andere leden van de joodse gemeenschap in 1996 opgerichte Federatief Joods Nederland (FJN). FJN houdt zich bezig met onderwerpen als de rituele slacht, antisemitische uitspraken en de wijze waarop slachtoffers van de Tweede Wereldoorlog herdacht worden.

## Publicaties
Loonstein publiceert regelmatig in vaktijdschriften zoals het Nederlands Juristenblad (NJB), Beslag, Executie & Rechtsvordering in de Praktijk (BER), Tijdschrift voor Scheidingsrecht (EB), Tijdschrift voor Familie- en Jeugdrecht en het Advocatenblad.